# Irtyš (nosná raketa)
Irtyš (rusky Иртыш) také zvaný Sojuz 5 (rusky Союз-5) nebo dříve Sunkar (rusky Сункар), je ruská raketa vyvíjená společností CSKB-Progress v rámci projektu Fenix (rusky Феникс). Hlavním důvodem bylo nahradit nedostupné rakety rusko-ukrajinské výroby Zenit, ze které i částečně vychází a Proton Srednij. Bude také sloužit jako základ pro supertěžkou raketu Jenisej. Starty budou probíhat z rampy 45/1 určené pro Zenit na kosmodromu Bajkonur. V roce 2023 by měl dle aktuálního scénáře zahájit letové testy. Původní plány této rakety hovořili také jako o nosiči pro novou kosmickou loď Federacija, ale v druhé polovině roku 2019 státní korporace Roskosmos své plány znovu přehodnotila a rozhodla se preferovat rakety Angara 5.

## Historie a plánování
Raketa Sojuz 5 se poprvé objevila roku 2013 jako projekt společnosti CSKB-Progress. Projekt byl zpracováván z iniciativy společnosti. Měla mít startovní hmotnost kolem 270 tun, nosnost na nízkou oběžnou dráhu 9 tun, motory na kapalný kyslík a metan. Dohotovení prvního letového exempláře se předpokládalo v letech 2021–2022. CSKB-Progress hodlal na vývoj rakety získat prostředky z tématu „Fénix“ Federálního kosmického programu Ruska na léta 2016–2025. V rámci tématu „Fénix“ bylo totiž (počínaje rokem 2018) vyděleno 30 mld rublů na vývoj rakety o nosnosti 9 tun na nízkou oběžnou dráhu.
Roku 2016 RKK Energija předložila návrh dvoustupňové nosné rakety – nástupce Zenitu-3 – se startovní hmotností 520 tun a s nosností na nízkou oběžnou dráhu 17 tun, motory na kapalný kyslík a kerosin. V prvním stupni měla mít motor RD-171M, v druhém stupni dva motory odvozené od RD-0124A, počítalo s použitím urychlovacího bloku DM-SLB. Navrhovaly se starty z Bajkonuru v rámci rusko-kazašského programu Bajterek, proto bajkonurská varianta dostala kazašské jméno Sunkar. Vývoj dostal financování z tématu „Fénix“.
Roku 2017 se Roskosmos vzdal letů projektované kosmické lodi Federacija na raketě Angara A5P a jako nosiče pro Federaci určil nástupce Zenitu navrhovaného Energií, který dostal označení Sojuz 5. CSKB Progress poté projekt své metanové rakety přejmenoval na Sojuz-7.
- V prosinci 2018 potvrdil mluvčí Roskosmosu Vladimir Ustimenko dřívější informace o přejmenování rakety Sojuz 5 na nové jméno Irtyš po stejnojmenné řece. Po ruské řece už mají jméno také rakety Angara. [11]

- Raketa bude vyvinuta ve dvou verzích, první pro pilotované lety nové kosmické lodi Federacija a druhá levnější verze určena pro komerční využití společnosti S7 Space.[12]

- První testovací let rakety s maketou kosmické lodi je naplánován do druhé poloviny roku 2022. Další start proběhne v roce 2023 s lodí Federacija bez posádky a o rok později s posádkou.[13]

- Generální ředitel RKC Progress Dmitrij Baranov oznámil, že stavba první rakety Irtyš začala 31. května 2019. Podle jeho slov se již vyrábí palivové nádrže.[14]

- 7. listopadu 2019 Roskosmos odložil doručení předběžného návrhu projektu Sojuz 5 o jeden rok, připraven bude na podzim 2020. První testovací let je nyní plánován na rok 2023. V Bajkonuru se současně vytváří rusko-kazašský raketový komplex Bajterek, to zahrnuje modernizaci startovací rampy dříve využívané raketami Zenit.[15]Na konci listopadu 2019 byly v raketovém středisku Progress zahájeny zkoušky palivových nádrží prvního stupně.[16]Generální ředitel NPO Energomaš Igor Arbuzov v prosinci oznámil, že první motor RD-171MV bude dodán v roce 2022.[17]

## Popis nosiče
Základ rakety Irtyš budou tvořit dva stupně stejně jako u Zenitu, ale jejich průměr se zvětší z 3,9 na 4,1 metrů. Tento průměr umožní použít stejné nástroje jako u raket Proton a zároveň bude kompatibilní s vlakovou dopravou na kosmodrom Bajkonur.
První stupeň bude osazen modernizovaným čtyřkomorovým motorem RD-171MV na kapalné pohonné látky (RG-1/LOX) a s výškou 37,4 metrů bude také vyšší než u Zenitu (32,9 m).
Naproti tomu druhý stupeň se zkrátí z 10,4 na 7,77 metrů a o jeho pohon se budou starat dva upravené motory RD-0124.
Pro vyšší oběžné dráhy může být raketa volitelně vybavená ještě horním stupněm Blok DM-03, který je používán i na raketách Zenit, Proton nebo Angara.

## Plán letů
| datum | konfigurace | dráha | náklad | kosmodrom     | úspěšnost | poznámka            |
| ----- | ----------- | ----- | ------ | ------------- | --------- | ------------------- |
| 2023  | Irtyš       | ?     | ?      | Bajkonur 45/1 | plán      | první testovací let |

## Supertěžká raketa (Jenisej)
Rusko počítá s využitím prvního stupně Sojuzu 5 (Irtyš) jako základ pro budoucí supertěžkou raketu Jenisej. Tento první stupeň by mohl být použit jako urychlovací bloky i centrální stupeň rakety. Nejtěžší varianta, neoficiálně označována jako Eněrgija-5V, by použila svazek celkem šesti těchto stupňů. Při startu by se souběžně zapálily motory RD-171MV na urychlovacích blocích i na centrálním stupni. V závislosti na použití horního stupně by taková raketa byla schopná na nízkou oběžnou dráhu Země dopravit 88 nebo 108 tun nákladu. Starty supertěžké rakety budou probíhat z kosmodromu Vostočnyj.
4. ledna 2019 šéf Roskosmosu Dmitrij Rogozin prostřednictvím sociální sítě potvrdil oficiální název  Jenisej  pro připravovaný supernosič. Zároveň byl podepsán podrobný harmonogram vývoje. 